# Fiesta Brasiliana
«Fiesta Brasiliana» (с нем. — «Бразильская фиеста»), также известная как «Fiesta Brasiliana (Das Lied der Lüge)», — песня на немецком языке, записанная итальянской певицей Миной. Она была написана маэстро Вернером Шарфенбергером на слова Курта Фельца. Песня была выпущена как сингл в немецкоговорящих странах в паре с «Tabu». В Австрии песня заняла 8-е место в чартах, в Западной Германии — 13-е, не сумев повторить успех предшественницы, «Heißer Sand», которая возглавила чарт страны. Однако немецкий журнал Bravo признал «Fiesta Brasiliana» девятой самой популярной песней 1962 года («Heißer Sand» была на первом месте в списке).

## Варианты издания
7"-сингл
A. «Fiesta Brasiliana (Das Lied der Lüge)» — 2:25
B. «Tabu, Es Scheint Gefährlich Zu Sein, Was Ich Tu'» — 2:28

## Чарты
| Чарт (1962)                    | Высшая позиция |
| ------------------------------ | -------------- |
| Австрия                        | 8              |
| Бельгия/Фландрия (Ultratop 50) | 19             |
| ФРГ (Billboard)                | 4              |
| ФРГ (GfK)                      | 13             |